# Substratreduktionstherapie
Die Substratreduktionstherapie (SRT, engl.: substrate reduction therapy) ist ein therapeutisches Verfahren zur Behandlung von lysosomalen Speicherkrankheiten.

## Prinzip
Durch genetisch bedingte Enzymdefekte können Patienten mit lysosomalen Speicherkrankheiten bestimmte Makromoleküle in einigen Körperzellen nicht mehr ausreichend abbauen. Dadurch reichern sich die nicht abbaubaren Makromoleküle in der Zelle an, wo sie zu Schädigungen in den Zellen und verschiedenen daraus aufgebauten Organen führen können.
Bei der Substratreduktionstherapie erhalten die Patienten oral verfügbare Medikamente, die die Entstehung der nicht abbaubaren Substanz verhindern (inhibieren) sollen. Dies führt zu einer Reduzierung der nicht abbaubaren Substanzen in der Zelle. Im Fall von kleinen Molekülen (small molecules) sind diese Wirkstoffe – im Gegensatz zu den Enzymen in der Enzymersatztherapie – in der Lage die Blut-Hirn-Schranke zu überwinden. Damit können auch zerebrale Verlaufsformen lysosomaler Speicherkrankheiten therapiert werden.
Bei der Substratreduktionstherapie wird – wie bei der Enzymersatztherapie auch – nicht die Erkrankung selbst therapiert beziehungsweise geheilt, sondern es werden die Symptome der Erkrankung behandelt. Die Patienten müssen die Medikamente lebenslang in regelmäßigen Abständen einnehmen.

## Problematik
Die Entwicklung von geeigneten Wirkstoffen für die Enzymersatztherapie ist ausgesprochen schwierig. Zum einen gibt es – bedingt durch die teilweise sehr niedrigen Prävalenzen der lysosomalen Speicherkrankheiten – nur sehr wenige Patienten für die Durchführung von klinischen Studien und zum anderen sind die Anforderungen bezüglich der Arzneimittelsicherheit über sehr lange Zeiträume der Einnahme wichtig. Die Medikamente sind lebenslang einzunehmen. Bedingt durch die Seltenheit der Erkrankungen ist der Markt für ein entwickeltes Medikament ausgesprochen klein. Die Entwicklungskosten verteilen sich somit über eine kleine Anzahl von Patienten, was wiederum sehr hohe Behandlungskosten pro Patient zur Folge hat.

## Therapiebeispiel
Miglustat (chemisch: N-Butyl-Deoxygluconojirimycin; auch als N-Butyldeoxynojirimycin, NB-DNJ, Markenname Zavesca® (CAS 72599-27-0) bezeichnet), ein Glycosyltransferase-Inhibitor ist für orale Behandlung der leichten bis mittelschweren Typ-1-Gaucher-Krankheit zugelassen (in den USA seit 31. Juli 2003). Es darf allerdings nur bei Patienten eingesetzt werden, bei denen eine Enzymersatztherapie nicht in Betracht kommt. Es ist für diese Indikation in der Europäischen Union, den USA, Kanada, der Schweiz, Brasilien, Australien, der Türkei und Israel zugelassen.
Der Grund für die Einschränkung der Indikation ist die schwächere Wirksamkeit (im Vergleich zur Enzymersatztherapie) und die erheblichen Nebenwirkungen.
Miglustat inhibiert das Enzym Glycosyltransferase, welches im ersten Schritt der Glycosphingolipid-Synthese die Bildung von Glucocerebrosid – der Speichersubstanz bei Morbus Gaucher – katalysiert.
Die Zulassung von Miglustat in der Europäischen Union für die Therapie der Niemann-Pick-Krankheit Typ C erfolgte im Jahr 2009.

### Fachbücher
- M. Beck: Genetisch bedingte Stoffwechselerkrankungen. Deutscher Ärzteverlag, 2006, ISBN 3-769-10523-0
- A. H. Futerman und A. Zimran: Gaucher Disease CRC Press, 2006, ISBN 0-849-33816-6

### Reviews
- S. Bruni u. a.: Update on treatment of lysosomal storage diseases. In: Acta Myol 26, 2007, S. 87–92. PMID 17915580
- F. M. Platt und M. Jeyakumar: Substrate reduction therapy. In: Acta Paediatr Suppl 457, 2008, S. 88–93. PMID 18339196
- R. O. Brady: Emerging strategies for the treatment of hereditary metabolic storage disorders. In: Rejuvenation Res 9, 2006, S. 237–244. PMID 16706651
- R. H. Lachmann: Miglustat: substrate reduction therapy for glycosphingolipid lysosomal storage disorders. In: Drugs Today 42, 2006, S. 29–38. PMID 16511609
- T. M. Cox: Substrate reduction therapy for lysosomal storage diseases. In: Acta Paediatr Suppl 94, 2005, S. 69–75. PMID 15895716
- R. H. Lachmann und F. M. Platt: Substrate reduction therapy for glycosphingolipid storage disorders. In: Expert Opin Investig Drugs 10, 2001, S. 455–466. PMID 11227045
- G. M. Pastores und N. L.Barnett: Substrate reduction therapy: miglustat as a remedy for symptomatic patients with Gaucher disease type 1. In: Expert Opin Investig Drugs 12, 2003, S. 273–281. PMID 12556220
- C. Moyses: Substrate reduction therapy: clinical evaluation in type 1 Gaucher disease. In: Philos Trans R Soc Lond B Biol Sci 358, 2003, S. 955–960. PMID 12803929
- F. M. Platt u. a.: Substrate reduction therapy in mouse models of the glycosphingolipidoses. In: Philos Trans R Soc Lond B Biol Sci 358, 2003, S. 947–954. PMID 12803928

### Spezielle Fachartikel
- J. M. Aerts u. a.: Substrate reduction therapy of glycosphingolipid storage disorders. In: J Inherit Metab Dis 29, 2006, S. 449–456. PMID 16763917
- J. Cox-Brinkman u. a.: Potential efficacy of enzyme replacement and substrate reduction therapy in three siblings with Gaucher disease type III. In: J Inherit Metab Dis 31, 2008, S. 745–752. PMID 18850301
- A. Metha: Clinical experience with substrate reduction therapy. In: Eur J Intern Med 17, 2006, S. 13–15. PMID 17011470
- B. Bembi u. a.: Substrate reduction therapy in the infantile form of Tay-Sachs disease. In: Neurology 66, 2006, S. 278–280. PMID 16434676
- A. Andersson u. a.: Improved outcome of N-butyldeoxygalactonojirimycin-mediated substrate reduction therapy in a mouse model of Sandhoff disease. In: Neurobiol Dis 16, 2004, S. 506–515. PMID 15262262